# دونالد كينوث
دونالد إرفين كانوث (بالإنجليزية: Donald Ervin Knuth)‏ ولد في 10 يناير 1938 بميلووكي، ويسكنسن هو عالم حاسوب وأستاذ متقاعد بجامعة ستانفورد. يعتبره الكثيرون الأب الروحي لعلم تحليل الخوارزميات حيث ساهم في تطوير وتنظيم أساليب رياضية رسمية لتحليل التعقيد الحسابي للخوارزميات. كما أنه مؤلف الكتاب الشهير فن برمجة الحاسوب والذي يغطي بشمول استخدام الخوارزميات المختلفة في البرمجة. من أشهر ما عرف به أيضا ابتكار نظام تخ لتصفيف المحارف حاسوبيًا.

## روابط خارجية
- دونالد كينوث على موقع الموسوعة البريطانية (الإنجليزية)
- دونالد كينوث على موقع إن إن دي بي (الإنجليزية)